# صموئيل وليامز إنجي
صموئيل وليامز إنجي (بالإنجليزية: Samuel Williams Inge)‏ هو محامي وسياسي أمريكي، ولد في 22 فبراير 1817 في مقاطعة وارين في الولايات المتحدة، وتوفي في 10 يونيو 1868 في سان فرانسيسكو في الولايات المتحدة. حزبياً، نشط في الحزب الديمقراطي. وقد انتخب عضو مجلس نواب ألاباما وانتخب عضو مجلس النواب الأمريكي.